# Кобаяси, Такао
Такао Кобаяси (яп. 小林 隆男 Кобаяси Такао, 1961) —  японский астроном, первооткрыватель астероидов и комет, который работает в основанной им частной обсерватории Оидзуми. Такао Кобаяси входит в тройку самых успешных первооткрывателей астероидов: в период с 1991 по 2002 годы с помощью ПЗС-камеры и 254-мм телескопа своей обсерватории ему удалось обнаружить 2471 нумерованный астероид. В их числе было 3 астероида группы Амура ((7358) Одзэ, (23714) 1998 EC3, (48603) 1995 BC2), а также 9 «троянцев».
Два астероида (8883) Миядзакихаяо и (10160) Тоторо получили имена, связанные с полнометражным аниме-фильмом «Мой сосед Тоторо».
Помимо этого им была обнаружена короткопериодическая комета P/1997 B1 (Кобаяси), обращающаяся вокруг Солнца с периодом в 25 лет и P/1997 B1 (Кобаяси) стала первой кометой, обнаруженной с использованием ПЗС-матрицы. При этом первоначально данный объект был принят за обычный астероид и лишь после нескольких дней наблюдений было выявлено, что объект проявляет признаки кометной активности и, следовательно, на самом деле он является кометой.
Такао Кобаяси является профессором «Междисциплинарной Высшей школы науки и техники» Токийского технологического института. В честь Кобаяси назван компьютер, рассчитывающий орбиты комет и идентифицирующий малые планеты. Кобаяси является вице-директором вычислительного отдела Восточной астрономической ассоциации и занимается сбором и проверкой почти всех наблюдений за малыми планетами, совершаемых японскими астрономами-любителями.
В знак признания его заслуг одному из астероидов было присвоено его имя (3500) Кобаяси. Название было предложено астрономом Сюити Накано, который принял участие в идентификации этой малой планеты.